# Inseparables (película de 2016)
Inseparables es una película de comedia dramática argentina de 2016 escrita y dirigida por Marcos Carnevale. Es un remake de la película francesa Intouchables que recaudó 400 millones de dólares en todo el mundo. Es protagonizada por Oscar Martínez y Rodrigo De La Serna.

## Reparto
- Oscar Martínez como Felipe.
- Rodrigo De La Serna como Iván "Tito".
- Carla Peterson como Verónica.
- Alejandra Flechner como Ivonne.
- Flavia Palmiero como Sofía.
- Rita Pauls como Elisa.
- Franco Masini como Bautista.
- Joaquín Flamini como Javier “Javi”.
- Javier Niklison como Antonio.
- Mónica Raiola como Tía de Tito.
- Malena Sánchez como Romina.
- Martín Banegas como Policía 1.

## Recepción
Debutó en tercer puesto en la taquilla en su semana de estreno, compitiendo contra los filmes "Escuadrón Suicida" y "Mi amigo el dragón" con un total de 114.409 espectadores en 195 salas con un promedio de 587 personas por sala. En su semana de estreno recaudó $787,617 dólares ($4,284,071 pesos argentinos).
Fue vista en total por 347.653 espectadores.

## Home Video
La película fue editada en DVD por SP Films y distribuida por Blu Shine SRL. Su lanzamiento original estaba programado para el 14 de diciembre de 2016, pero fue retrasado para el 25 de enero de 2017 por razones desconocidas.
El DVD tiene audio español 5.1, subtítulos en italiano y en inglés y pantalla widescreen. Incluye como extras la sinopsis, ficha técnica y artística, Tráiler del cine, Detrás de la cámara y Galería de fotos.